# Julie Parisien
Julie Madelein Josephine Parisien (Montréal, 2 agosto 1971) è un'ex sciatrice alpina statunitense.

## Biografia
Julie Parisien, nata in Canada ma cresciuta ad Auburn e poi residente a Sugarloaf negli Stati Uniti, è sorella di Anne-Lise e Rob, a loro volta sciatori alpini.

### Stagioni 1988-1993
Debuttò in campo internazionale in occasione dei Mondiali juniores di Madonna di Campiglio 1988; l'anno dopo nella rassegna iridata giovanile di Alyeska vinse la medaglia di bronzo nel supergigante. In Coppa del Mondo ottenne il primo piazzamento di rilievo l'11 marzo 1991, quando fu 15ª nello slalom speciale di Lake Louise; pochi giorni dopo, il 22 marzo, conquistò la sua prima vittoria e primo podio nella manifestazione, in slalom gigante.
Esordì ai Giochi olimpici invernali ad Albertville 1992, dove si piazzò 5ª nello slalom gigante, 4ª nello slalom speciale e non concluse il supergigante. Nella stagione successiva colse l'ultima vittoria, nonché ultimo podio, in Coppa del Mondo, nello slalom speciale di Park City del 29 novembre, e partecipò ai Mondiali di Morioka, sua unica presenza iridata, conquistando la medaglia d'argento nello slalom speciale con 21 centesimi di distacco dalla vincitrice Karin Buder e 78 di vantaggio sulla terza classificata Elfi Eder. Fu inoltre 25ª nel supergigante e 17ª nello slalom gigante.

### Stagioni 1994-1999
Ai XVII Giochi olimpici invernali di Lillehammer 1994 non concluse né lo slalom speciale né la combinata, mentre quattro anni dopo ai XVIII Giochi olimpici invernali di Nagano 1998, sua ultima presenza olimpica, fu 28ª nello slalom gigante e 13ª nello slalom speciale; sempre nel 1998, il 30 marzo a Sun Peaks, conquistò in slalom gigante l'ultima vittoria (nonché ultimo podio) in Nor-Am Cup.
Prese per l'ultima volta il via a una gara di Coppa del Mondo in occasione dello slalom speciale di Saalbach-Hinterglemm del 1º marzo 1998, quando uscì nella prima manche; continuò a prendere parte a gare minori (Nor-Am Cup, Campionati statunitensi, gare FIS) fino al definitivo ritiro, avvenuto nell'aprile del 1999.

## Palmarès

### Mondiali
- 1 medaglia:
  - 1 argento (slalom speciale a Morioka 1993)

### Mondiali juniores
- 1 medaglia:
  - 1 bronzo (supergigante ad Alyeska 1989)

### Coppa del Mondo
- Miglior piazzamento in classifica generale: 15ª nel 1992
- 4 podi:
  - 3 vittorie
  - 1 terzo posto

#### Coppa del Mondo - vittorie
| Data             | Località          | Paese       | Specialità |
| ---------------- | ----------------- | ----------- | ---------- |
| 22 marzo 1991    | Waterville Valley | Stati Uniti | GS         |
| 2 marzo 1992     | Sundsvall         | Svezia      | SL         |
| 29 novembre 1992 | Park City         | Stati Uniti | SL         |

Legenda:

GS = slalom gigante

SL = slalom speciale

### Coppa Europa
- 1 podio (dati dalla stagione 1994-1995):
  - 1 terzo posto

### Nor-Am Cup
- Vincitrice della classifica di supergigante nel 1991[1]
- Vincitrice della classifica di slalom gigante nel 1998
- 6 podi (dati dalla stagione 1994-1995):
  - 6 vittorie

#### Nor-Am Cup - vittorie
| Data           | Località    | Paese       | Specialità |
| -------------- | ----------- | ----------- | ---------- |
| 4 gennaio 1998 | Sugarbush   | Stati Uniti | GS         |
| 11 marzo 1998  | Bogus Basin | Stati Uniti | GS         |
| 12 marzo 1998  | Bogus Basin | Stati Uniti | GS         |
| 14 marzo 1998  | Bogus Basin | Stati Uniti | SL         |
| 29 marzo 1998  | Sun Peaks   | Canada      | SL         |
| 30 marzo 1998  | Sun Peaks   | Canada      | GS         |

Legenda:

GS = slalom gigante

SL = slalom speciale

### Campionati statunitensi
- 9 medaglie (dati parziali fino alla stagione 1994-1995):
  - 4 ori (combinata nel 1990[1][4]; supergigante[5] nel 1991; combinata nel 1993[1][4]; combinata nel 1998[1][4])
  - 2 argenti (discesa libera[5] nel 1991; slalom gigante nel 1998[6])
  - 3 bronzi (discesa libera, slalom speciale nel 1990[1]; discesa libera nel 1998[6])